# Ісідоро Мальмієрка Пеолі
Ісідоро Мальмієрка Пеолі (ісп. Isidoro Malmierca Peoli) (1930—2001) — кубинський державний діяч, дипломат.

## Життєпис
Народився в 1930 році в місті Гавана. Закінчив Гаванський університет. Брав активну участь в молодіжному русі проти диктатури Фульхенсіо Батісти.
У 1959 — брав участь в Кубинській революції.
З 1959 по 1961 — заступник голови, згодом голова національного комітету Спілки соціалістичної молоді Куби.
З 1961 по 1973 — займав відповідальні посади в державних і партійних органах.
З 1961 по 1962 — заступник міністра внутрішніх справ Куби.
З 1962 по 1965 — секретар Гаванського провінційного комітету Єдиної партії соціалістичної революції Куби.
З 1965 по 1975 — член ЦК Компартії Куби, головний редактор газети «Гранма».
З 1975 по 1976 — член секретаріату ЦК Компартії Куби.
З 1976 по 1992 — міністр закордонних справ Куби.
Ісідоро Мальмієрка Пеолі був депутат Національної асамблеї народної влади з 1981 по 2001 роки.
11 серпня 2001 — помер в Гавані Куба.